# Medieøkologi
Medieøkologi er et teoretisk metodisk felt inden for humaniora, der fokuserer på mediernes historie, medieteknologier og mediers integration i, og indflydelse på kultur og natur.